# Verbandsgemeinde Loreley
Verbandsgemeinde Loreley – gmina związkowa w Niemczech, w kraju związkowym Nadrenia-Palatynat, w powiecie Rhein-Lahn-Kreis. Siedziba gminy związkowej znajduje się w mieście Sankt Goarshausen. Gmina związkowa powstała w 1972 jako gmina związkowa Loreley (Verbandsgemeinde Loreley). 1 lipca 2012 połączono ją z gminą związkową Braubach w gminę związkową Braubach-Loreley (Verbandsgemeinde Braubach-Loreley). 1 grudnia 2012 powrócono ponownie do poprzedniej nazwy.

## Podział administracyjny
Gmina związkowa zrzesza 22 gminy, w tym trzy gminy miejskie (Stadt) oraz 19 gmin wiejskich:
1. Auel
2. Bornich
3. Braubach
4. Dachsenhausen
5. Dahlheim
6. Dörscheid
7. Filsen
8. Kamp-Bornhofen
9. Kaub
10. Kestert
11. Lierschied
12. Lykershausen
13. Nochern
14. Osterspai
15. Patersberg
16. Prath
17. Reichenberg
18. Reitzenhain
19. Sankt Goarshausen
20. Sauerthal
21. Weisel
22. Weyer.